# Somber (Tambelangan)
Somber is een bestuurslaag in het regentschap Sampang van de provincie Oost-Java, Indonesië. Somber telt 5226 inwoners (volkstelling 2010).